# Meena Alexander
Meena Alexander, nacida como Mary Elizabeth Alexander (Allahabad,India,17 de febrero de 1951- Manhattan, 21 de noviembre de 2018) fue una poeta, erudita y escritora indoestadounidense.

## Biografía
Nacida en Allahabad, India, en una familia cristiana siria de Kerala, sur de la India criada entre India y Sudán, años más tarde vivió y trabajó en la ciudad de Nueva York, donde fue Profesora Distinguida de Inglés en Hunter College y el Centro de Graduados de CUNY .
Su abuela materna, Kunju que murió antes de que naciera, completó la educación superior siendo la primera mujer en convertirse en miembro de la asamblea legislativa en el estado de Travancore. Su abuelo materno fue un teólogo y reformador social que trabajó con Gandhi y había sido director del Seminario Marthoma en Kottayam; le dio a Alexander una variedad de libros y le habló sobre temas serios como la mortalidad, el Buda y el apocalipsis, antes de que él muriera cuando ella tenía once años.
Meena Alexander vivió en Allahabad y Kerala hasta los cinco años, cuando su familia se mudó a Jartum después de que su padre aceptara un puesto en el recién independizado Sudán. Continuó visitando a sus abuelos en Kerala, recibió tutoría en casa para hablar y escribir inglés y terminó la escuela secundaria en Jartum a los 13 años Alexander le recordó a Erika Duncan de World Literature Today que comenzó a escribir poesía cuando era niña después de que trató de componer mentalmente cuentos cortos en malayalam pero se sintió incapaz de traducirlos al inglés escrito sin la capacidad de escribir en malayalam, en cambio comenzó a escribir sus historias como poemas.
Se matriculó en la Universidad de Jartum a los 13 años y tenía algunos poemas que escribió traducidos al árabe, un idioma que no podía leer, y luego publicados en un periódico local. A los 15 años, cambió oficialmente su nombre de Mary Elizabeth a Meena, el nombre con el que la llamaban en casa. En 1969, completó una licenciatura en inglés y francés de la Universidad de Jartum. Comenzando su doctorado a los 18 años en Inglaterra. En 1970, a los 19 años, tuvo lo que describió como "la consagrada tradición de una joven intelectual... que sufre una crisis nerviosa" en la que durante más de un mes perdió la capacidad de leer y se retiró al campo para descansar. Completando su doctorado en literatura romántica británica en 1973 a los 22 años de la Universidad de Nottingham. Después de completar su doctorado, regresó a India y fue profesora en el Departamento de Inglés en Miranda House, Universidad de Delhi en 1974, profesora de inglés y francés en la Universidad Jawaharlal Nehru en 1975, profesora de inglés en el Instituto Central de Inglés en la Universidad de Hyderabad, de 1975 a 1977, durante la Emergencia Nacional en India, y profesora en la Universidad de Hyderabad de 1977 a 1979. Publicó sus primeros volúmenes de poesía en India a través de Kolkata Writers Workshop, una editorial fundada por P. Lal, poeta y profesor de inglés en St. Xavier's College, Kolkata . También conoció a David Lelyveld, un historiador en año sabático de la Universidad de Minnesota, mientras estaban en Hyderabad, y se casaron en 1979. Luego se mudó con su esposo a la ciudad de Nueva York. Ya en Nueva York, fue profesora asistente en la Universidad de Fordham desde 1980 hasta 1987 cuando se convirtió en profesora asistente en el Departamento de Inglés en Hunter College, Universidad de la Ciudad de Nueva York (CUNY). En 1989 fue profesora asociada y profesora en 1992. A partir de 1990, también se convirtió en profesora de escritura en la Universidad de Columbia. Nombrada en 1999 Profesora Distinguida de Inglés en Hunter College.
En 2009, reflexionó sobre su mudanza a los Estados Unidos a fines de la década de 1970 y afirmó:

"Había todo un problema de racismo que me conmocionó. Nunca me consideré una persona de color. Normalmente yo era la mayoría donde vivía.”

### Becas y residencias
Durante el transcurso de su carrera, fue becaria de la Comisión de Becas Universitarias en la Universidad de Kerala, escritora residente en la Universidad Nacional de Singapur y profesora del Frances Wayland Collegium en la Universidad de Brown . También ocupó la Residencia Martha Walsh Pulver para un poeta en Yaddo.
Además:
- 1979 Investigadora visitante en la Universidad de París-Sorbona[17]
- 1988 Centro de Estudios de la Cultura Estadounidense, Universidad de Columbia, Escritor residente[12]
- 1993 Becario de la colonia MacDowell[12]
- 1994 American College, Madurai, India, Poeta en Residencia[12]
- 1995 Consejo de las Artes de Inglaterra, Escritor Internacional en Residencia[12]
- 1995 Centro de Recursos Interculturales, Universidad de Columbia, Artista/Humanista en Residencia[12]
- 1995 Renacimiento asiático-estadounidense de Minnesota, escritora residente de Lila Wallace[12]
- 2003 Residencia de la Fundación Rockefeller en Bellagio[12][18]
- Becario de la Fundación Guggenheim 2008
- Programa de Especialistas Fulbright 2011[19]
- Miembro nacional de 2014 en el Instituto Indio de Estudios Avanzados, Shimla[20]
- 2016 Poeta en Residencia en Venecia[7]

## Su obra
Las influencias en su escritura incluyen Jayanta Mahapatra, Kamala Das, Adrienne Rich y Galway Kinnell, así como Toru Dutt, Lalithambika Antherjanam, Sarojini Naidu, Audre Lorde, Toni Morrison, Gloria Anzaldua, Leslie Marmon Silko, Assia Djebar, Edouard Glissant, Nawal El Sadaawi y Ngugi wa Thiong'o . En 2014, habló sobre la influencia de John Donne, John Berryman, Emily Dickinson y Matsuo Bashō en su trabajo. Escribió poesía, prosa y obras académicas en inglés. Ranjit Hoskote dijo sobre su poesía:

"Su lenguaje se basó tanto en el inglés como en el hindi y el malayalam; siempre escuché, en sus poemas, patrones de respiración que parecían provenir de fuentes en la India Ganges, donde pasó parte de su infancia, y su ancestral Malabar".

Meena Alexander hablaba malayalam con fluidez, pero su capacidad para leer y escribir en malayalam era limitada. También hablaba francés, árabe sudanés e hindi. Mientras vivía en Jartum, le habían enseñado a hablar y escribir inglés británico.
En 2006, le dijo a Ruth Maxey:

"Cuando llegué a Estados Unidos, encontré el idioma sorprendentemente liberador. Fue muy emocionante para mí escuchar inglés americano, no es que pueda hablarlo bien, pero pienso en él".

En su ensayo de 1992, ¿Existe una estética asiático-estadounidense?, escribió sobre una "estética de dislocación" como un aspecto de la estética, y "el otro es que todos hemos llegado bajo el signo de Estados Unidos. [. . . ] Aquí somos parte de una minoría, y la visión de ser 'despersonalizados' viene a nuestra conciencia y es a partir de esta conciencia que creo mi obra de arte.
Algunas de sus colecciones de poesía más conocidas incluyen:  
- Corazón analfabeto (2002).[2]

- La colección Raw Silk (2004), que incluye un conjunto de poemas que se relacionan con los ataques del 11 de septiembre y el tiempo posterior.[26]

- En su colección de 1986 House of a Thousand Doors: Poems and Prose Pieces, volvió a publicar varios poemas de sus primeros trabajos y su colección de 1980 Stone Roots
- Así como trabajos publicados anteriormente en revistas además de material nuevo.[6][27]

Escribió dos libros más con poesía y prosa: 
- The Shock of Arrival: Reflections on Postcolonial Experience publicado en 1999[27]
- Poetics of Dislocation publicado en 2009.

También publicó dos novelas:  
- Nampally Road (1991), que fue elegida por el editor del suplemento literario de Village Voice en 1991,[28]
- Manhattan Music (1997)

así como dos estudios académicos:  
- The Poetic Self: Towards a Phenomenology of Romanticism. (1979), basado en su disertación,[6]
- Mujeres en el romanticismo: Mary Wollstonecraft, Dorothy Wordsworth y Mary Shelley (1989).[11]

En 1993, publicó sus memorias autobiográficas, Fault Lines, y publicó una segunda edición ampliada en 2003 con nuevo material que abordaba sus recuerdos previamente reprimidos de abuso sexual infantil por parte de su abuelo materno y sus reflexiones sobre los ataques del 11 de septiembre. Editó Indian Love Poems (2005) y Name Me A Word: Indian Writers Reflect on Writing (2018). Parte de su poesía se adaptó a la música, incluidos sus poemas Gracia imposible y Acqua Alta.
Su trabajo fue objeto de análisis crítico en el libro Passage to Manhattan: Critical Essays on Meena Alexander, editado por Lopamudra Basu y Cynthia Leenerts y publicado en 2009. Leyó su poesía y habló en una variedad de foros literarios, incluidos Poetry International (Londres), Struga Poetry Evenings, Poetry Africa, Calabash Festival, Harbour Front Festival y Sahitya Akademi . En 2013, se dirigió a la Unión Política de Yale, en un discurso titulado "¿De qué sirve la poesía?", que luego se publicó en forma ligeramente revisada en World Literature Today .
En 1998 fue miembro del jurado del Premio Internacional de Literatura Neustadt . Se desempeñó como Elector, American Poets' Corner, en la Catedral de San Juan el Divino, Nueva York .
Murió en Nueva York el 21 de noviembre de 2018, a la edad de 67 años, y según su marido, la causa fue un cáncer seroso de endometrio. Al momento de su muerte, a Alexander le sobrevivieron su madre, su esposo, sus hijos Adam Lelyveld y Svati Lelyveld, y su hermana Elizabeth Alexander.
En 2020, se publicó su colección de poesía Elogio de los fragmentos, que incluye algunos trabajos publicados anteriormente en revistas o presentados como actuaciones, así como material nuevo.

### Recepción de la crítica
Meena Alexander fue descrita como sin duda una de las mejores poetas de la época contemporánea en 2015 por The Statesman . Sobre su trabajo, Maxine Hong Kingston dijo:
"Meena Alexander canta sobre países, extranjeros y familiares, lugares donde viven el corazón y el espíritu, y lugares para los que se necesita pasaporte y visas. Su voz nos guía lejos y de vuelta a casa. El lector ve sus visiones y recuerda y se eleva.” 
De los poemas de su libro Bordado atmosférico, AE Stallings escribió: 
"El lenguaje de Alexander es preciso, su sintaxis es diáfana y sus poemas abordan todos los sentidos, ofreciendo una riqueza y una sencillez simultáneas". 
Vijay Seshadri escribió: "La hermosa paradoja del arte de Meena Alexander siempre se ha encontrado en la destilación de su épica experiencia humana y espiritual en un lirismo puro y exquisito. Esa paradoja y ese lirismo se exhiben triunfalmente en este libro.” 
En cuanto a la antología que editó, Name Me A Word: Indian Writers Reflect on Writing, Simon Gikandi escribió: " Name Me A Word es una guía indispensable para los lectores de escritura india, animando los poderosos impulsos de los escritores famosos del país y presentando los múltiples voces que intervinieron en la elaboración de la literatura más importante de nuestro tiempo".

### Estudios críticos de la obra
- Pasaje a Manhattan: Ensayos críticos sobre Meena Alexander . Lopamudra Basu y Cynthia Leenerts (eds). Publicación de los académicos de Cambridge, 2009. ISBN 9781474423557
- Guiyou Huang, ed., Poetas asiático-americanos: un libro de consulta crítico biobibliográfico (Greenwood Press, 2002)

### Poesía

#### Trabajo temprano
- El anillo brillante del pájaro (1976) (poema largo)
- I Root My Name (Calcuta: United Writers, 1977) (colección)
- Sin lugar (Calcuta: Writers Workshop, 1977) (poema largo)
- In the Middle Earth (Nueva Delhi: Enact, 1977) (pieza de performance)[16]

#### Colecciones
- Alexander, Meena (1981). Stone Roots. Arnold-Heinemann, India. ISBN 978-0862491093.
- Alexander, Meena (1988). House of a Thousand Doors: Poems and Prose Pieces. Three Continents Press. ISBN 9780894105548.[6][38]
- Alexander, Meena (1996). River and Bridge. TSAR Publications. ISBN 978-0920661567.[39]
- Alexander, Meena (2002). Illiterate Heart. TriQuarterly. ISBN 978-0810151178.[40][41][42]
- Alexander, Meena (2004). Raw Silk. TriQuarterly. ISBN 978-0810151567.[43]
- Alexander, Meena (2008). Quickly Changing River. TriQuarterly. ISBN 978-0810124509.[44]
- Alexander, Meena (2013). Birthplace with Buried Stones. TriQuarterly/ Northwestern University. ISBN 978-0-8101-5239-7.[45][22]
- Alexander, Meena (2018). Atmospheric Embroidery. TriQuarterly. ISBN 978-0810137608.[46]
- Alexander, Meena (2020). In Praise of Fragments. Nightboat Books. ISBN 978-1643620121.

#### Chapbooks
- Alexander, Meena (1989). The Storm: A Poem in Five Parts. New York: Red Dust. ISBN 9780873760621.
- Alexander, Meena (1992). Night-Scene, the Garden. New York: Red Dust. ISBN 978-0873760744.[47]
- Alexander, Meena (2011). Otto poesie da «Quickly changing river» (Fazzini, trads.) (en italiano). Sinopia di Venezia. ISBN 9788895495330.[48]
- Impossible Grace: Jerusalem Poems (Al-Quds University, 2012)[31]
- Shimla (2012)
- Alexander, Meena (2015). Dreaming in Shimla: Letter to my Mother. Indian Institute of Advanced Study. ISBN 978-9382396314.[16]

### Poesía y ensayos
- Alexander, Meena (1999). The Shock of Arrival: Reflections on Postcolonial Experience. South End Press. ISBN 978-0-89608-545-9.[49][50][51]
- Alexander, Meena (2009). Poetics of Dislocation. University of Michigan Press. ISBN 978-0472070763.[16][2][50][52]

### Novelas
- Alexander, Meena (1991). Nampally Road. Mercury House. ISBN 978-0-916515-82-9.[53][54][55][56]
- Alexander, Meena (1996). Manhattan Music. Mercury House. ISBN 978-1-56279-092-9.[57][58][59][55][51]

### Memorias
- Alexander, Meena (1993). Fault Lines. Feminist Press. ISBN 1-55861-058-8.[60][61][62][55][51][63]
- Alexander, Meena; wa Thiong'o, Ngugi (2003). Fault Lines (2nd edición). The Feminist Press. ISBN 978-1558614543.[64][65]

### Crítica
- Alexander, Meena (1979). The Poetic Self: Towards a Phenomenology of Romanticism. Atlantic Highlands, N.J.: Humanities Press. ISBN 9780391017542.
- Alexander, Meena (1989). Women in Romanticism: Mary Wollstonecraft, Dorothy Wordsworth and Mary Shelley. Basingstoke: Macmillan Education. ISBN 9780333391693.

### Obras editadas
- Alexander, Meena, ed. (2005). Indian Love Poems. New York: Alfred A. Knopf. ISBN 9781400042258. (US) ISBN 9781841597577 (UK)
- Alexander, Meena, ed. (2018). Name Me A Word: Indian Writers Reflect on Writing. New Haven: Yale University Press. ISBN 9780300222586.

### Prefacios y notas introductorias
- Introducción a Truth Tales: Stories by Contemporary Indian Women Writers (Feminist Press, 1990)[11]
- Prólogo de Miriam Cooke y Roshni Rustomji-Kerns (eds), Blood into Ink, Twentieth Century South Asian and Middle Eastern Women Write War (Westview Press, 1994)
- "Invenciones corporales: una nota sobre los poemas", número especial de The Asian Pacific American Journal vol. 5 no. 1, primavera/verano de 1996
- Prefacio a ¡Échame fuera si quieres!: Historias y memorias de Lalithambika Antherjanam (Prensa feminista, 1998)
- Prólogo a Indian Love Poems (Knopf, 2005)[16]

### Apariciones en antologías de poesía
- Gopi Kottoor, ed. (2000). A New Book of Indian Poems in English. Writers Workshop. ISBN 9788175957282.
- Anand Kumar, ed. (2017). Travelogue : The Grand Indian Express. Authorspress. ISBN 978-9381030776.

### Apariciones en periódicos
| Título                            | Año  | Publicado por primera vez                                                                            | Reimpreso/recopilado   |
| --------------------------------- | ---- | --- | ---------------------- |
| "Agua Alta"                       | 2008 | Alejandro, Mena. Río que cambia rápidamente (TriQuarterly Books/Northwestern University Press, 2008) |                        |
| "Terraza de Lady Dufferin"        | 2011 | | ISBN 978-0-8101-5239-7 |
| "Geografía Experimental"          | 2013 | | ISBN 978-0-8101-5239-7 |
| "Kochi junto al mar"              | 2018 | |                        |
| "¿De dónde es?"                   | 2018 | |                        |
| "Jardín de la abuela, Sección 18" | 2020 | |                        |

## Premios y reconocimientos
- Fault Lines, sus memorias,[66] fue elegido por Publishers Weekly como uno de los mejores libros de 1993, y su colección de poesía Illiterate Heart ganó el premio PEN Open Book de 2002.[24][49]
- En 2002, recibió el Premio Internacional de Poesía Imbongi Yesizwe.[12]
- Recibió el Premio al Logro Distinguido 2009 de la Asociación Literaria del Sur de Asia por sus contribuciones a la literatura estadounidense .[7][20]
- En 2016, recibió un premio Word Masala de la Fundación Word Masala.[67][68]